# Peach Bowl 2021 (janvier)
Match précédent Match suivant
Le Peach Bowl 2021 est un match de football américain de niveau universitaire joué après la saison régulière de 2020, le 1er janvier 2021 au Mercedes-Benz Stadium d’Atlanta situé dans l'État de Géorgie aux États-Unis.
Il s'agit de la 53e édition du Peach Bowl.
Le match met en présence l'équipe des Bulldogs de la Géorgie issue de la Southeastern Conference et l'équipe des Bearcats de Cincinnati issue de la American Athletic Conference.
Il a débuté à 12 h 30 locales et a été retransmis à la télévision par ESPN.
Sponsorisé par la société Chick-fil-A, le match est officiellement dénommé le 2021 Chick-fil-A Peach Bowl.
Georgia gagne le match sur le score de 24 à 21.

## Présentation du match
| Équipes                                                            | Conférences | Entraîneurs       | Stats. saison rég. | Classements avant le bowl | Classements avant le bowl | Classements avant le bowl |
| ------------------------------------------------------------------ | ----------- | ----------------- | ------------------ | ------------------------- | ------------------------- | ------------------------- |
| Équipes                                                            | Conférences | Entraîneurs       | Stats. saison rég. | CFP                       | AP                        | Coaches                   |
| Bulldogs de la Géorgie                                             | SEC         | Kirby Smart       | 7 - 2              | no 9                      | no 11                     | no 9                      |
| Bearcats de Cincinnati                                             | AAC         | Luke Fickell (en) | 9 - 0              | no 8                      | no 6                      | no 6                      |
| - Équipe donnée favorite par les bookmakers : Georgia par 6 points |             |                   |                    |                           |                           |                           |

Il s'agit de la 3e rencontre entre ces deux équipes, Georgia ayant remporté les deux rencontres précédentes :
| Saison | Date            | Vainqueur | Score   | Perdant    | Compétition      |
| ------ | --------------- | --------- | ------- | ---------- | ---------------- |
| 1942   | 24 octobre 1942 | Georgia   | 35 - 13 | Cincinnati | Saison régulière |
| 1976   | 30 octobre 1976 | Georgia   | 31 - 17 | Cincinnati | Saison régulière |

### Bulldogs de la Géorgie
Avec un bilan global en saison régulière de 7 victoires et 2 défaites (7-2 en matchs de conférence), Georgia est éligible et accepte l'invitation pour participer au Peach Bowl de 2021.
Georgia a rencontré 5 équipes classées dans le Top25, perdant contre Alabama et Florida et battant Auburn, Tennessee et Missouri.
Ils terminent 2e de la East Division de la Southeastern Conference derrière Florida.
À l'issue de la saison 2020 (bowl non compris), ils seront classés #9 aux classements CFP et Coaches, #11 au classement AP.
À l'issue de la saison 2020 (bowl compris), ils seront classés #7 aux classements AP et Coaches, le classement CFP n'étant pas republié après les bowls.
C'est leur 6e participation au Peach Bowl :
| Saisons | Dates            | Vainqueurs   | Scores  | Finalistes        | Bilan     |
| ------- | ---------------- | ------------ | ------- | ----------------- | --------- |
| 1973    | 28 décembre 1973 | Georgia      | 17 - 16 | #18 Maryland      | V : 1 - 0 |
| 1989    | 30 décembre 1989 | Syracuse     | 19 - 18 | Georgia           | D : 1 - 1 |
| 1995    | 30 décembre 1995 | #18 Virginia | 34 - 27 | Georgia           | D : 1 - 2 |
| 1998    | 31 décembre 1998 | #19 Georgia  | 35 - 33 | #13 Virginia      | V : 2 - 2 |
| 2006    | 30 décembre 2006 | Georgia      | 31 - 24 | #14 Virginia Tech | V : 3 - 2 |

### Bearcats de Cincinnati
Avec un bilan global en saison régulière de 8 victoires sans défaite (6-0 en matchs de conférence), Cincinnati est éligible et accepte l'invitation pour participer au Peach Bowl de 2021.
Ils terminent 1er de l'American Athletic Conference et remportent la finale de conférence 27-24 jouée contre Tulsa
Cincinnati a rencontré et battu 3 équipes classées dans le TOP25, Tulsa, Army et SMU.
À l'issue de la saison 2020 (bowl non compris), ils seront classés #8 au classement CFP et #6 aux classements AP et Coaches.
À l'issue de la saison 2020 (bowl compris), ils seront classés #8 aux classements AP et Coaches, le classement CFP n'étant pas republié après les bowls.
C'est leur première apparition au Peach Bowl.

## Résumé du match
Début du match à 12 h 10 locales, fin à 15 h 49 locales pour une durée totale de jeu de 3 h 39 min. Températures de 19 °C, stade avec toiture fermée.
| QT            | Temps         | Drive         | Drive         | Drive         | Équipe        | Description de l'action | Score | Score |
| ------------- | ------------- | ------------- | ------------- | ------------- | ------------- | --- | ----- | ----- |
| QT            | Temps         | Jeux          | Yards         | TDP           | Équipe        | Description de l'action | UGA   | CIN   |
| 1             | 04:38         | 7             | 42            | 03:45         | CIN           | TD de 14 yards par WR Alec Pierce sur passe de QB Desmond Ridder + 1 pt de conversion par K Cole Smith                              | 0     | 7     |
| 1             | 00:29         | 5             | 44            | 02:07         | UGA           | TD de 16 yards par WR George Pickens sur passe de QB JT Daniels + 1 pt de conversion par K Jack Podlesny                            | 7     | 7     |
|               |               |               |               |               |               | |       |       |
| 2             | 03:46         | 6             | 60            | 02:51         | UGA           | FG de 38 yards par K Jack Podlesny                                                                                                  | 10    | 7     |
| 2             | 00:06         | 9             | 75            | 03:40         | CIN           | TD de 11 yards par TE Josh Whyle sur passe de QB Desmond Ridder + 1 pt de conversion par K Cole Smith                               | 10    | 14    |
|               |               |               |               |               |               | |       |       |
| 3             | 14:11         | 2             | 75            | 00:49         | CIN           | TD à la suite d'une course de 79 yards par RB Jerome Ford + 1 pt de conversion par K Cole Smith                                     | 10    | 21    |
|               |               |               |               |               |               | |       |       |
| 4             | 13:20         | 2             | 25            | 00:41         | UGA           | TD à la suite d'une course de 9 yards par RB Zamir White mais la tentative de conversion à 2 pt à la passe par QB JT Daniels échoue | 16    | 21    |
| 4             | 06:43         | 6             | 61            | 02:16         | UGA           | FG de 32 yards par K Jack Podlesny                                                                                                  | 19    | 21    |
| 4             | 00:03         | 8             | 44            | 01:25         | UGA           | FG de 53 yards par K Jack Podlesny                                                                                                  | 22    | 21    |
| 4             | 00:00         | -             | -             | -             | UGA           | Safety à la suite d'un tacle par LB Azeez Ojulari de QB Desmond Ridder dans sa end-zone                                             | 24    | 21    |
|               |               |               |               |               |               | |       |       |
| Score final : | Score final : | Score final : | Score final : | Score final : | Score final : | Score final : | 24    | 21    |

## Statistiques
| Systèmes | Noms          | Postes | Équipe  |
| -------- | ------------- | ------ | ------- |
| Attaque  | Jack Podlesny | K      | Georgia |
| Défense  | Azeez Ojulari | LB     | Georgia |

| Statistiques                           | Bulldogs de la Géorgie                               | Bearcats de Cincinnati                               |
| -------------------------------------- | ---------------------------------------------------- | ---------------------------------------------------- |
| 1er down                               | 19                                                   | 16                                                   |
| 1er down à la course                   | 4                                                    | 6                                                    |
| 1er down à la passe                    | 13                                                   | 9                                                    |
| 1er down suite pénalité                | 2                                                    | 1                                                    |
| Conversion de 3e down                  | 1/11                                                 | 3/14                                                 |
| Conversion de 4e down                  | 1/2                                                  | 1/1                                                  |
| Jeux–yards                             | 63 jeux pour 449 yards                               | 64 jeux pour 305 yards                               |
| Yards à la course                      | 24 courses pour 45 yards (moyenne de x yards/course) | 27 courses pour 99 yards (moyenne de x yards/course) |
| Yards à la passe                       | 404                                                  | 206                                                  |
| Passes : Réussies-Tentées-Interceptées | 27/39 passes complétées, 1 interception              | 24/37 passes complétées, 0 interception              |
| Réussite en zone rouge/chances         | 4/6                                                  | 2/3                                                  |
| TD                                     | 2                                                    | 3                                                    |
| Field Goals                            | 3/3                                                  | 0/1                                                  |
| Sacks (Nombre-Yards)                   | 8 pour 50 yards adverses perdus                      | 5 pour 24 yards adverses perdus                      |
| Fumbles (Nombre/Perdus)                | 3/1                                                  | 4/1                                                  |
| Pénalités (Nombre/Yards perdus)        | 6 pour 66 yards perdus                               | 11 pour 80 yards perdus                              |
| Temps de possession                    | 28:36                                                | 31:24                                                |

| Bulldogs de la Géorgie |                     |                                                                                                  |
| Quarterback            | JT Daniels (en)     | 28/38 passes complétées, 392 yards, 1 interception, 1 TD, 3 sacks subis, évaluation QB de 158,5  |
| Meilleur coureur       | Zamir White         | 11 courses pour 39 yards nets gagnés, 1 TD, moyenne de 3,5 yards/course                          |
| Meilleur receveur      | George Pickens (en) | 7 réceptions pour 135 yards gagnés, 1 TD                                                         |
| Meilleur tacleur       | Nakobe Dean         | 7 tacles dont 6 en solo                                                                          |
| Bearcats de Cincinnati |                     |                                                                                                  |
| Quarterback            | Desmond Ridder      | 24/37 passes complétées, 206 yards, 0 interception, 2 TDs, 8 sacks subis, évaluation QB de 129,5 |
| Meilleur coureur       | Jerome Ford         | 8 courses pour 97 yards nets gagnés, 1 TD, moyenne de 12 yards/course                            |
| Meilleur receveur      | Michael Young       | 4 réceptions pour 59 yards gagnés, 0 TD                                                          |
| Meilleur tacleur       | Forrest Darrick     | 9 tacles dont 9 en solo                                                                          |